# Marcello Nizzoli

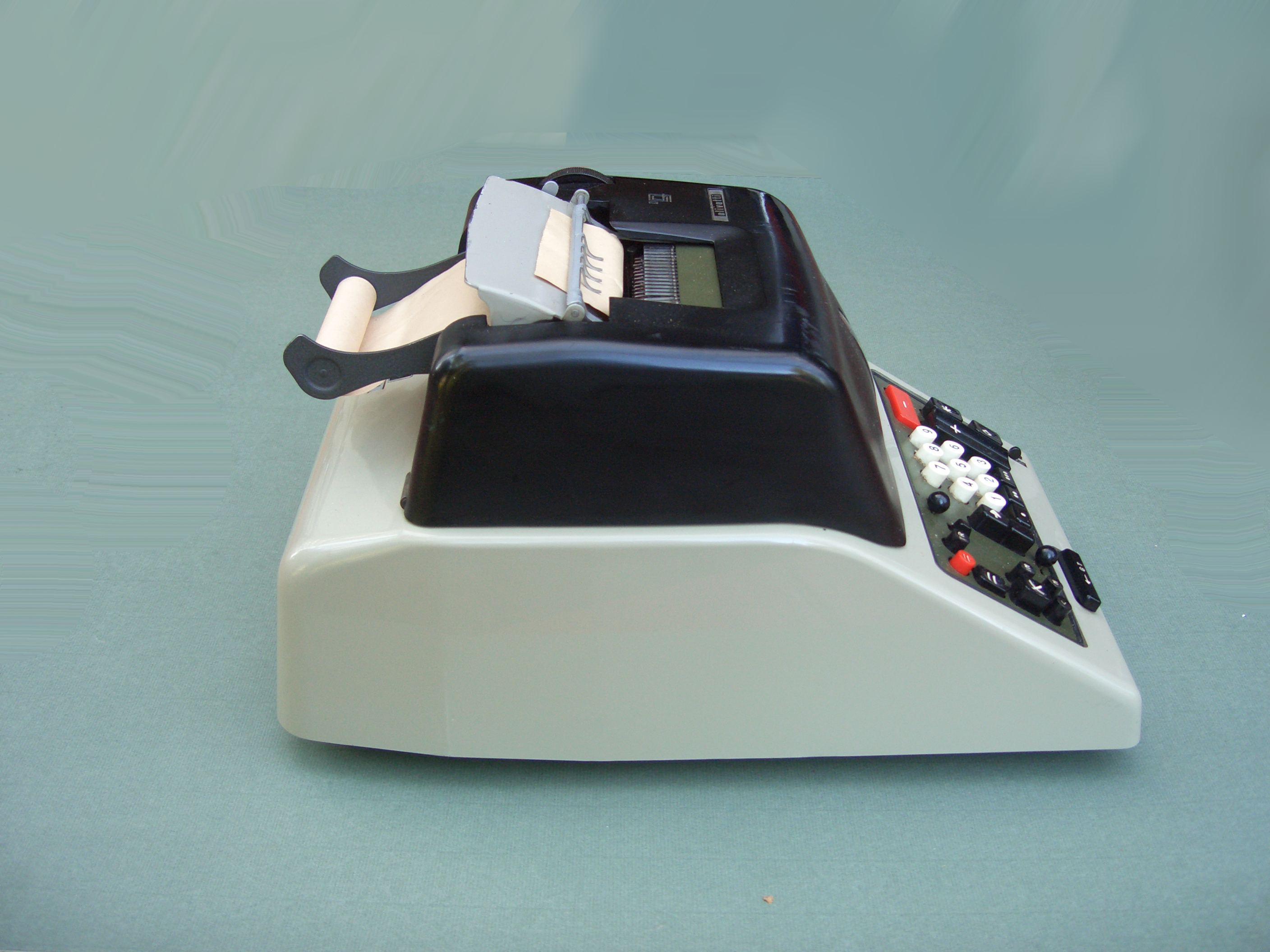
Rechenmaschine MC 24 von 1956 von Olivetti

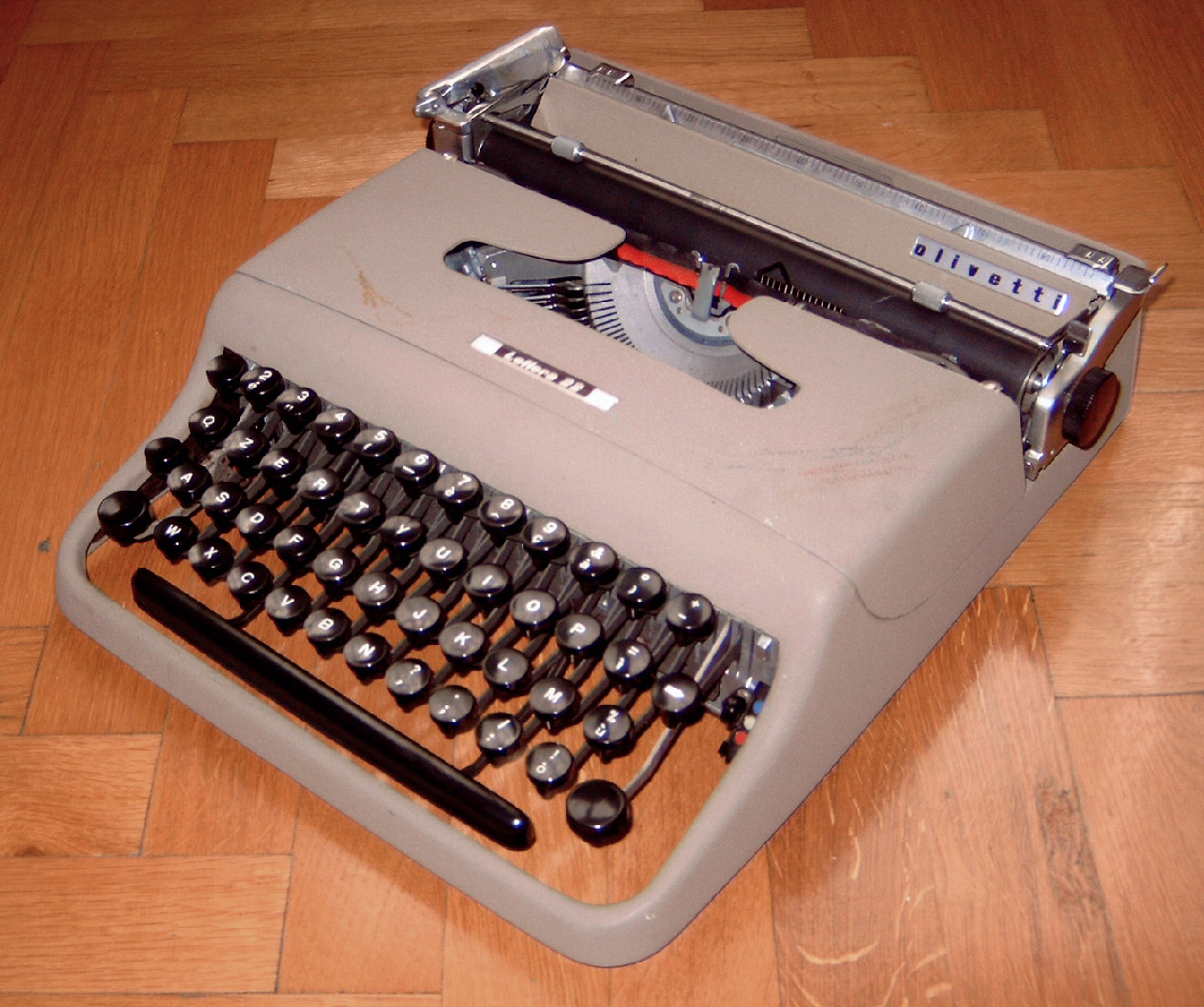
Mechanische Schreibmaschine „Lettera 22“ von Olivetti

 Marcello Nizzoli  (* 2. Januar 1887 in Boretto, Reggio nell’Emilia, Italien; † 31. Juli 1969 in Camogli, Provinz Genua) war ein italienischer Architekt, Industriedesigner und Grafiker, spezialisiert auf Gebrauchsgrafik.

## Leben und Werk

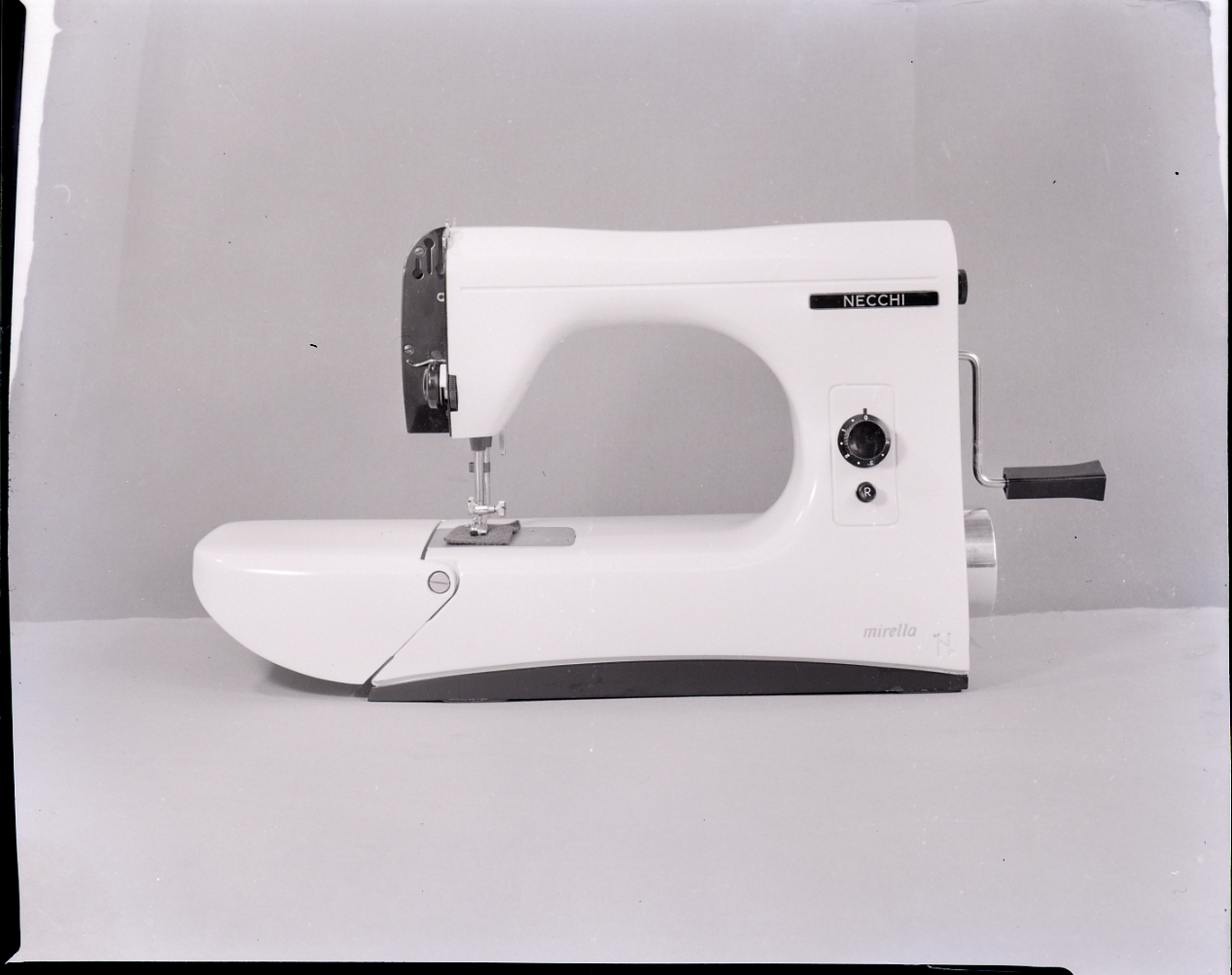
Mirella Nähmaschine von Marcello Nizzoli entworfen für V. Necchi Spa (Compasso d’Oro Auszeichnung 1957). Foto von Paolo Monti, 1960.

Marcello Nizzoli studierte von 1910 bis 1913 an der Scuola di Belle Arti in Parma Architektur, Malerei und Grafik. Er begann als Maler zu arbeiten und schloss sich dem italienischen Futurismus an. Im Jahr 1918 gründete Nizzoli ein Grafikatelier in Mailand. Er begann als Gebrauchsgrafiker auf verschiedenen Gebieten zu arbeiten. Er gestaltete zum Beispiel Seidenschals mit Mustern im Stil des Art déco. Diese Seidenschals stellte er auf der Biennale in Monza im Jahr 1923 und in Paris 1925 aus.
Er gestaltete auch Plakate, unter anderem für die Firmen Campari und Maga in den 1920er Jahren. Seit den 1930er Jahren war Nizzoli als Grafikdesigner für Olivetti tätig. Er entwarf die Werbung, Plakate und die Corporate Identity für Olivetti und betätigte auch sich als Produktdesigner. Im Jahr 1936 wurde er zum Leiter des Produktdesigns von Olivetti ernannt. Er gestaltete das Design für zahlreiche Schreibmaschinen und Rechenmaschinen, aber auch für Papiermesser und Griffe für Olivetti-Geräte und Nähmaschinen von Olivetti. Seine bekanntesten Designs sind die der Rechenmaschinen „Summa“ , 1940; „Divisumma 14“, 1947; „Elettrosumma Duplex“, 1954 und „Quanta“. Bei den Schreibmaschinen gehören die „Lexicon 80“, 1948; die „Lettera 22“ und die „Lexikon 80 electric“, 1950 und die „Diaspron 82“, 1959 zu seinen bekannten Entwürfen. Nizzoli konstruierte seine Produkte stets so, dass sie zum einen für den industriellen Fertigungsprozess optimiert waren, gleichzeitig ein für ihn typisches organisches, fast skulpturales, aber gleichzeitig funktionales Produktdesign aufwiesen. Er gestaltete auch für die Firma Necchi Nähmaschinen, zum Beispiel darunter die „Mirella“, 1957 und die „Supernova Julia“ ,1961.
Marcello Nizzoli war auch als Architekt tätig. Er entwarf ab dem Jahr 1948 Wohnungen und Siedlungsbau für die Angestellten von Olivetti. In den 1960er Jahren baute er Bürogebäude für Olivetti.
Im Jahr 1964 wurden einige von Marcello Nizzolis Produkten auf der documenta III in Kassel in der Abteilung Industrial Design und auch Plakate von ihm für Campari und Olivetti in der Abteilung Graphik gezeigt. Nizzoli war auf zahlreichen Triennalen von Mailand als Ausstellungsleiter tätig. Für seinen Entwurf für die „Lettera 22“ erhielt er 1954 den Compasso d’Oro. Im Jahr 1959 wurde die „Lettera 22“ vom Illinois Institute of Technology als eines der „hundert bestgestalteten Produkte unserer Zeit“ ausgezeichnet.